# Diablada
La diablada es una danza llamada así por la careta y el traje de diablo que usan los bailarines. La danza representa el enfrentamiento entre las fuerzas del bien y del mal, fusionando elementos propios de la religión católica, introducida durante la presencia hispánica, con elementos del ritual tradicional andino.
Esta danza se aprecia principalmente en el Carnaval de Oruro en Bolivia, la Fiesta de la Candelaria en el Perú y en la Fiesta de La Tirana en Chile.
El sentido de identidad patrimonial de esta danza es motivo de disputa.
La Diablada es una danza que forma parte del Carnaval de Oruro declarado como una de las Obras Maestras del Patrimonio Oral e Intangible de la Humanidad en el año 2001. En Bolivia, la diablada fue declarada Patrimonio Cultural de Bolivia en 2011, mediante la Ley N.º 149, por su reconocida importancia dentro del país. El estudio del Carnaval de Oruro, elaborado por el estado boliviano para la declaratoria, incluye la teoría que la diablada tendría raíces en los rituales ancestrales de la civilización uru, quienes danzaban el Llama llama o danza de diablos en la fiesta de Ito y que Oruro habría sido el principal centro religioso de esta cultura que se extendió en el altiplano andino.
En el Perú, la diablada forma parte de la Festividad de la Virgen de La Candelaria, Patrimonio Cultural Inmaterial de la Humanidad por la UNESCO. En septiembre de 2021, la diablada puneña fue declarada Patrimonio Cultural de la Nación del Perú por el Ministerio de Cultura con decreto de Ley N.º 28296, expresando que dicha declaratoria considera la importancia de la danza para la identidad cultural, festiva y religiosa de la población mestiza y urbana de la región Puno, siendo reconocida en el territorio peruano. El gobierno de Perú y algunos investigadores consideran que la danza al tener sus orígenes en el altiplano andino no podría ser considerada patrimonio únicamente de un país. Consideran que esta tradición es producto de un proceso histórico que trasciende fronteras y es anterior a la conformación de los países actuales.
El gobierno y las organizaciones culturales de Chile sostienen que la diablada chilena es una adaptación de la Diablada de Bolivia específicamente del Carnaval de Oruro que empezó desde el año 1952 cuando la Diablada Ferroviaria de Oruro fue invitada a la Fiesta de la Tirana. Sin embargo, antes de la llegada de la diablada de Oruro existieron en Chile registros de los diablos sueltos conocido actualmente como salto de diablada con características de música y coreografía propias del norte chileno. En los 60, la influencia de la diablada boliviana dio impulso a la creación de la primera diablada estilizada en territorio chileno denominada Diablada los Siervos de María. En la actualidad, la diablada chilena goza de características propias en vestuario, música y coreografía lo que la distingue de la diablada boliviana.
La postura de la UNESCO sobre cultura inmaterial dice: La Convención se centra en salvaguardar el patrimonio cultural e inmaterial y no en proteger legalmente manifestaciones concretas a través de derechos de propiedad intelectual, que a nivel internacional recae principalmente en el campo de la competencia de la Organización Mundial de la Propiedad Intelectual. Sin embargo la Convención señala, en su artículo 3, que sus disposiciones no pueden ser interpretadas para que afecten los derechos y obligaciones de los Estados Partes derivando de cualquier instrumento internacional relacionado con los derechos de propiedad intelectual. La aplicación de los derechos de propiedad intelectual con el marco legislativo actual no es satisfactoria cuando se trata de patrimonio cultural intangible. Principales dificultades están relacionadas con su evolución y la naturaleza compartida, así como al hecho que a menudo es propiedad colectiva.
«The Convention focuses on safeguarding the intangible cultural heritage – that is on ensuring its continuous recreation and transmission by identifying and defining the heritage itself – rather than on legally protecting specific manifestations through intellectual property rights, which at the international level falls mainly within the field of competence of the World Intellectual Property Organization. The Convention nevertheless states, in its Article 3, that its provisions may not be interpreted as affecting the rights and obligations of States Parties deriving from any international instrument related to intellectual property rights. Applying intellectual property rights with the current legislative framework is not satisfactory when dealing with intangible cultural heritage. Main difficulties are related to its evolving and shared nature as well as to the fact that it is often owned collectively».

## Origen de la denominación
La denominación nace y se consolida, en un proceso histórico de aceptación de la “Danza de diablos” de población Urus y Aimara en el altiplano andino de Perú y Bolivia, hacia toda la sociedad urbana donde las agrupaciones de “comparsas de diablos y/o diablillos” finalmente se llamarían “Diablada”. El proceso de cristianización en Juli comienza en 1534, cuando llegan los frailes dominicos junto a fray Tomás de San Martín, con la llegada de los misioneros jesuitas se logran obtener registros de una de las primeras manifestaciones de esta danza en 1577, según el investigador Ricardo Arbulú Vargas:[cita requerida] Los primeros antecedentes de la danza de los diablos se remontan al siglo XVI, durante la catequización de los jesuitas en Juli». Fray Martín de Murúa, cura español doctrinero en Capachica y Huata, localidades a orillas del lago Titicaca en Puno, narra que la fiesta de Ytu o Yto fue observaba antes de 1590 en la península de Capachica en territorio de Puno en Perú En 1603, época colonial en el Virreinato del Perú, el jesuita Ludovico Bertonio registra en Juli y otros pueblos al Demoñuelo o Diablillo de las danzas de origen aimara “Saynata, Llamallama” Asimismo, Diego González Holguín en su Vocabulario de la lengua general de todo el Perú llamada lengua quichua o del inca de 1608, registra al Enmascarado danzante "Saynata runa" y Los que hacen juegos o danzas disfrazados "llamallama Saynata".
En época republicana, en el Perú se registra la "Comparsa musical de Sikus Mañazos de Puno" en 1892 con la particularidad de tener a los diablos como personaje principal en el baile y considerada la comparsa de sikuris más antigua registrada.
Si bien en Bolivia la prensa ya mencionaba a las comparsas de diablos vinculadas a los trabajadores mineros en la segunda mitad del siglo XIX, no es hasta el año 1904 que se institucionaliza el primer “Conjunto de Diablos Mañazos de Oruro”, esta vez vinculado al gremio de carniceros y artesanos." Con música, vestimenta, coreografía y trama definidas por el peruano Pedro Andrés Corrales Flores. Este periodo culmina y consolida con la fundación de nuevos grupos de Comparsas de Diablos a lo largo del siglo XX. En 1944, la comparsa de Diablos Mañazos cambia de denominación y por primera vez se empieza a utilizar el término  Diablada.

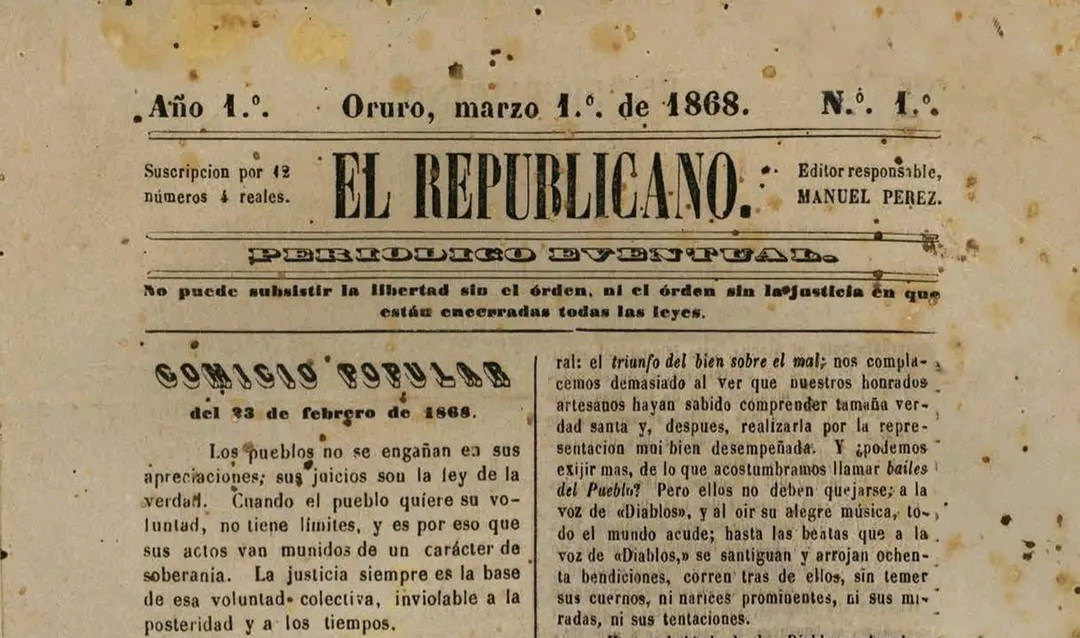
Fragmento de un periódico del año 1868 donde se menciona la danza de diablos en Oruro.

En la actualidad esta definición está en el Diccionario de la Real Academia de la Lengua Española.

Diablada. f. Danza típica de la región de Oruro, en Bolivia, llamada así por la careta y el traje de diablo que usan los bailarines. II 2. Méx. diablura (II travesura de poca importancia)..
 Diccionario de la Real Academia de la Lengua Española

Asimismo, esta definido en el Diccionario de americanismos de la Asociación de Academias de la Lengua Española que agrupa a todas las academias de lengua española del mundo.

Diablada. f. Perú, Bolivia, Chile. Danza típica en la que los danzantes van disfrazados de diablos.
 Diccionario de la Asociación de Academias de la Lengua Española

## Teorías

### Raíces andinas
Una primera teoría sugiere que esta danza derivaría de un ritual uru del siglo I d. C. denominado Llama llama en honor al dios Tiw en una ceremonia que se habría originado en el Collasuyo.
Una segunda teoría, expone que la diablada tendría como antecedente una danza ritual realizada en las fiestas aymaras a la Pachamama.

#### Teoría de las raíces urus: la danza del llama llama

Mapa de la Sagrada serranía de los urus en Oruro, mostrando la ubicación de las representaciones de hormigas, lagartos, sapos y serpientes, animales considerados sagrados por los urus.

Para la declaración del carnaval de Oruro como una de las Obras Maestras del Patrimonio Oral e Intangible de la Humanidad el 18 de mayo de 2001, la UNESCO delegó a su embajador en Bolivia, Yves de La Goublaye de Ménorval, la tarea de moderar el proyecto y otorgó un formulario a las autoridades bolivianas para ser llenado en coordinación con historiadores y folcloristas. El documento elaborado por este grupo está basado en la teoría de que la diablada moderna, para los orureños, tendría raíces en los rituales ancestrales realizados hace 2000 años por la civilización uru. El estudio hace referencia al dios llamado Tiw, quien era el protector de los urus en minas, lagos, ríos y, en el caso de Oruro (o Uru-uru), el dueño de cavernas y refugios rocosos. Los urus veneran a esta deidad mediante la danza de los diablos siendo el mismo Tiw el personaje principal, posteriormente este nombre fue hispanizado como Tío y, como producto del sincretismo, el Tiw fue representado como la figura de un diablo arrepentido de sus pecados convirtiéndose en devoto de la Virgen del Socavón se incluye la teoría que la diablada se habría originado en rituales ancestrales realizados por la etnia uru.
Los urus se establecieron desde las costas del Pacífico hasta el altiplano andino, concentrándose en Paria, Orinoca, Coipasa y a las orillas de los lagos Titicaca en Puno, Poopó y Desaguadero hace más de 2000 años. Rendían culto al Tiw quien era el dios de todo lo creado, el protector de la naturaleza, de abrigos rocosos, cuevas, socavones, animales de caza y aves acuáticas. Tiw, era venerado en el Itwu (luego llamada Fiesta de Ytu), un ritual que se practicó en todas las zonas andinas pobladas por los urus.
En el Perú, Fray Martín de Murúa, cura español doctrinero en Capachica y Huata, localidades a orillas del lago Titicaca en Puno, narra que la fiesta de Ytu o Yto fue observaba antes de 1590 en la península de Capachica en territorio de Puno en Perú, donde danzaban guacones y llama llama, un término que se incluye en el Vocabulario de la Lengua Aymara, publicado en 1603 por el jesuita italiano Ludovico Bertonio, pionero en el estudio del idioma aimara, durante los años de presencia jesuita en la región de Chucuito y los alrededores del Lago Titicaca en Puno, Perú, Bertonio estuvo en Juli durante 30 años, llegó en 1585 hasta 1615, luego en su vejez se retira a Arequipa y finalmente falleció en Lima. Los habitantes aymaras al ver a los urus disfrazados los denominarían llama llama, nombrando así a los diablillos de las danzas. Igualmente el Vocabulario de la lengua general de todo el Perú llamada lengua quichua o del inca, 1608 del jesuita español Fray Diego Gonzáles Holguín menciona que los llama llama hacen juegos o danzas disfrazados con máscara y menciona que en varias otras danzas también se encontraban los diablillos disfrazados. Guaman Poma indica que cada región del Tahuantinsuyo incaico tenía sus propias fiestas, como el Collasuyo que comprendía desde el Cusco al sur del Tahuantinsuyo, así que la fiesta de Ytu debió extenderse en todo el Collasuyo. El cronista Pachacuti Yamqui describe el Llamallama como una danza para humillar a los enemigos y cuenta que Huáscar los utilizó en Poma Pampa El Llama llama solía ser representado durante la fiesta de Ito tradicionalmente por los representantes de la región conocida como Collasuyo.
Asimismo, las crónicas de 1589 de José de Acosta mencionan que durante el Corpus Christi realizado en Cuzco se realizaba disimuladamente la fiesta de Itu, sería la fuente documental más antigua del llama llama o diablillo enmascarado, registrado como danzas del Collasuyo también en las fiestas del Inti Raymi.
Con la evangelización los urus continuaron sus celebraciones y escondiéndose de la inquisición agustina, continuaron sus tradiciones en islas y páramos. La presencia de la cultura occidental produjo un singular sincretismo religioso en virtud de la cual detrás del Huari (Wari) andino, sintetizado en el Tío, quedó el diablo universal, quien arrepentido de sus pecados se convirtió en devoto la Virgen. Una orden emitida a los caciques y sus pueblos en 1615, indicaba que los danzantes del saynata, llama llama y otras danzas, debían realizar ssu celebración frente al Santísimo Sacramento, la Virgen María y todas las fiestas de la iglesia católica; ya que los nativos anteriormente lo hacían frente a sus dioses, llamados demonios por los españoles.
Para los investigadores de Bolivia, si bien los urus practicaron el rito del Ytu a lo largo de toda la zona andina, particularmente a lo largo de la centro andina, el centro ritual de adoración desde sus orígenes hasta sus horas finales, habría sido Oruro. Las festividades nativas fueron prohibidas durante el virreinato del Perú con la excepción de Oruro, la cual contaba con ciertos privilegios y las autoridades coloniales permitían que las festividades persistan en este importante centro minero del siglo XVI, adaptándose posteriormente a las tradiciones cristianas entre Carnestolendas y Corpus Christi transformándose en el Carnaval de Oruro a lo largo de los siglos, donde se habría originado la Danza de los Diablos o Diablada. Una leyenda cuenta la historia la deidad ctónica Wari que en la lengua uru significa alma (en uru: hahuari). Él, tras escuchar que los urus estarían venerando a Pachacamaj, representado por Inti, desencadenó su venganza enviando plagas de hormigas, lagartos, sapos y serpientes, animales considerados sagrados en la mitología uru. Pero los urus fueron protegidos por la Ñusta quien adoptó la figura de un cóndor, derrotando a las criaturas petrificándolas convirtiéndose en colinas sagradas en los cuatro puntos cardinales presentes en Oruro formando lo que se conoce como la "Sagrada serranía de los urus" un anfiteatro natural que se convirtió en un centro de peregrinación con dones sacralizados como deidades protectoras, denominadas Wakas, Apus o Achachilas.

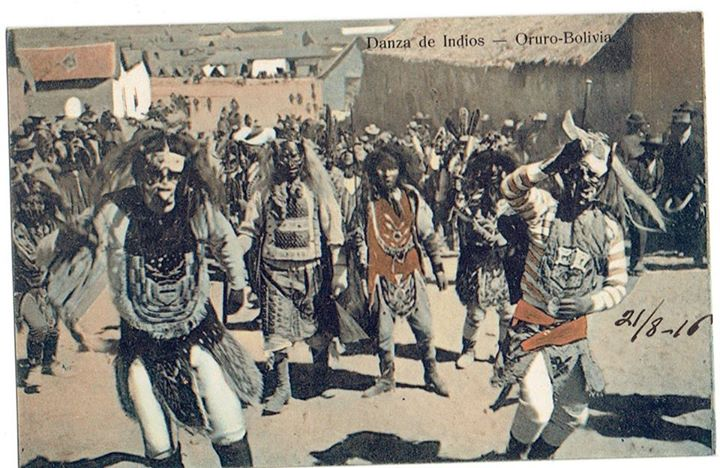
Foto de una postal de la diablada titulada "danza de indios" de 1916

#### Teoría de las raíces andinas: rituales en honor a la Pachamama

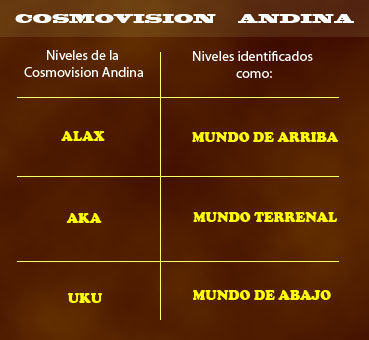
Representación de la cosmovisión andina.

La Teoría de esta manifestación sería la fiesta del ciclo agrario de siembra y cosecha en honor a la Pachamama. La Pachamama es una divinidad protectora que representa a la Tierra y la naturaleza y favorece la fecundidad y la fertilidad.
En la cosmovisión aimara Alajpacha es el mundo de arriba, Manqapacha o Uku Pacha el mundo de abajo, y Akapacha el mundo donde viven los aymaras. El Ukupacha es el mundo de los muertos y de la oscuridad. Cuando mueren los andinos regresan a la Pachamama por la boca de los volcanes donde se reincorpora el hijo muerto al seno de la madre Tierra para reencarnarse en otro ser. En el Ukupacha habitan los Anchanchus, los cuales son dueños de la minas y al cual debe pedirse permiso para explotar una mina. Una leyenda narra que el Anchanchu tiene nariz de cerdo y cuernos de becerro; y otras veces se presenta como un viejito que ofrece tesoros. Para vivir en armonía entre el mundo de arriba y el abajo, los aymaras también deben agradecer a la tierra mediante ofrendas y pagos a la Pachamama. La danza se vincularía con el mito del Anchanchu, una deidad del folclore aimara, nombrándose a veces la Danza del Anchanchu.
El padre Ludovico Bertonio en su vocabulario aimara, registra la aparición del diablo, como demoñuelos o diablillos de las danzas, en varias expresiones coreográficas andinas y con diversas denominaciones llamándose: Suxu, sankatilla, kulun kulun, saynata, llama llama, jächuku. Estos danzantes estaban esmascarados, así Sankatillachasiña significaba enmascararse o vestirse como espantajo o demonio. Las máscaras se cree que son variantes de imágenes religiosas más antiguas como el dios Chavin de la Piedra Raymondi o el dios Wiracocha representado en la Puerta del Sol por los habitantes de Tiahuanaco; y así siguen danzando los dioses andinos adorados en la antigüedad americana.
Con la llegada de la religión católica vinieron los conceptos de cielo e infierno, el primero poblado de ángeles y arcángeles y el segundo poblado de demonios y diablos. Los evangelizadores encontraron el Alajpacha y el Ukupacha los cuales se superponieron al cielo e infierno, intentando convertir el Ukupacha en un lugar absolutamente malo. Sin un real infierno en la cosmovisión andina, el diablo se convierte en un ser gracioso y juguetón. Para venerar tanto a los santos católicos como a los antiguos dioses nativos, el sicretismo tradujo la Pachamama a las diversas advocaciones de la Virgen María a quien los quechuas le llamaron "mamacha" y los aymaras "mamita". Y el Anchanchu, el dueño de las minas que habita en el mundo inferior se convirtió en el diablo occidental.
En Oruro: Los aymaras desde que se establecieron en el altiplano se hicieron agricultores y tenían tres tiempos climáticos (El lluvioso, frío y seco). A nivel festivo y ritual, existen diversas manifestaciones que acompañan a cada uno de estos momentos críticos de cambio estacional. Así por ejemplo al primer periodo lluvioso o jallupacha, corresponden los rituales de noviembre relacionado con el culto a los muertos en "Todo Santos", periodo que se extiende hasta febrero, donde culmina con otro tiempo crítico de transición del clima, de las lluvias al frío.
Durante este periodo lluvioso las ofrendas y otros festejos relacionados con la fertilidad son constantes, manteniéndose más contacto con los seres poderosos de generadores de vida.
El carnaval de Oruro parte de esta estructura temporal del altiplano. La fiesta en general, es un proceso en el tiempo íntimamente ligado con la estación lluviosa (noviembre una semana después de todos santos día de los muertos con el primer convite, hasta febrero). Los muertos significan la generación de la vida, ya que están vinculados con un periodo decisivo para la producción: De las lluvias.
Algunos datos coloniales tratados por Van Den Verg, muestran que, en esos tiempos, los nativos sacaban a sus muertos de sus tumbas (del subsuelo) con el propósito de invocar lluvias en complejos rituales que los evangelizadores trataron de erradicar reemplazándolos por procesiones con la Virgen María (1998). Un ejemplo de esto pasó en la región de Corque en el departamento de Oruro donde los campesinos preocupados por el retraso de las lluvias pidieron al sacerdote del lugar que deje salir a la Virgen.
Los muertos aparecen asociados a los achachilas de la siguiente manera: Los hombres al morir pertenecen al mundo del Achachila, con el transcurrir de los años podrán ser un protector más de los vivientes.Los muertos llegan a ser los mediadores de dichos ritos, es decir que los vivientes se comunican con los achachilas a través de los muertos. Solo una entidad sagrada principal del mundo "pagano" podía ser reemplazada por otra cristiana de igual importancia.
- Virgen = Achachila

Sin embargo, el hecho de que la iglesia haya prohibido sacar a los muertos de sus tumbas, no significa la ausencia de estos en los ritos para la lluvia.
Los muertos continúan presentes, pero de una forma diferente de representación: Como "Diablos" (Mineros salidos del subsuelo para rendir honor a la Virgen (achachila).
Solo así la estructura se complementa en el marco colonial; estableciendo la relación diablos.
- Diablos (mediadores) y Virgen (destinatario)

Los diablos (en su caso el tío de la mina wari) surgieron para reemplazar a los muertos dentro la estructura de tales rituales cumpliendo los mismos roles mediadores de esta estructura sagrada.

### Influencia cristiana

#### Teoría delBall de diablesyEls sets pecats capitals

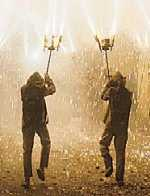
Ball de diables durante un Correfoc en Cataluña, España.

El estudio de la diablada de 1961 de la historiadora y etnomusicóloga Julia Elena Fortún titulado: La danza de los diablos, se sugiere una relación entre la diablada y dos danzas de la región de Cataluña denominadas Ball de diables y la otra Els sets pecats capitals; y más específicamente con los elementos utilizados en las localidades de Panadés y Tarragona.
El Ball de diables tiene sus orígenes en un entremés del siglo XII que representaba la lucha entre el bien y el mal donde la figura del Arcángel Miguel y sus ángeles batallaron con las fuerzas del mal representado por Lucifer y sus demonios. Este acto fue representado durante el banquete de bodas del conde de Barcelona Ramón Berenguer IV y la princesa Petronila, hija del rey de Aragón y Cataluña en el año 1150.
Las danzas tradicionales y obras cortas representadas durante la celebración del Corpus Christi en España fueron adoptadas por la iglesia cristiana para enseñar sus doctrinas a los nativos; sus festividades fueron readaptadas al nuevo calendario y sus deidades fueron redefinidas adquiriendo formas demoníacas representando al mal luchando en contra del poder divino. El Ball de diables fue la danza más adecuada para este propósito. La imagen del mal en la representación medieval del diablo traspasó el Atlántico.
Con el Ball de diables catalán se identificarían diversas danzas latinoamericanas que contienen elementos similares como: la diablada de Oruro, Baile de Diablos de Cobán en Guatemala, Danza de los diablicos de Túcume y los Diablos de Puno en el Perú.
La diablada de Oruro representa el relato de la lucha del Arcángel San Miguel y Lucifer, la diablesa China Supay y diablos acompañándolos. Ruis i Mercade sugiere que habría sido éste el relato presentado por el párroco Ladislao Montealegre de la ciudad de Oruro en 1818 inspirado el la danza catalana. La diablada de Puno tiene semejanzas en su concepción parateatral y en sus orígenes religiosos, donde la fiesta, la máscara, las paradas y las vírgenes van perdiendo su sentido sacralizante.
Julia Elena Fortún, a diferencia de otros historiadores no está de acuerdo con considerar a la diablada como un producto de la introducción de los autos sacramentales en los Andes, ya que entre los autos sacramentales estudiados por ella, la temática del diablo y sus tentaciones no está contemplada mientras que el relato de la danza catalana se asemejaría al de la diablada.

#### Teoría de los autos sacramentales
Los autos sacramentales son una pieza teatral religiosa que se representaba en Europa entre los siglos XVI y XVIII. Con la evangelización del Nuevo Mundo, llegaron los sacerdotes quienes adoctrinaban sobre la religión católica a los habitantes andinos. El cronista Inca Garcilaso de la Vega en los Comentarios Reales de los Incas indica que la representación del Capítulo 3 del Génesis se realizó en Juli, en Potosí el diálogo de la fe, en Cuzco el diálogo del niño Jesús y otro en la Ciudad de los Reyes.
En 1577, los jesuitas se establecieron en Juli, Puno, y en los días festivos, se realizaban funciones teatrales a los que ya estaban acostumbrados los aymaras y se presentaban comedias y autos sacramentales. El Dr. Ricardo Arbulú indica que en una carta del padre Diego González Holguín a su superior, los jesuitas en su misión en Juli, enseñaron a los nativos, un canto-danza sobre los siete pecados capitales y como los ángeles vencen a los demonios, para cristianizar a los habitantes de la zona. Juli fue conocida como "La Roma de las Indias". Juli es uno de los centros culturales desde donde se difunde la figura del diablo Ancianos aymaras exponen como se regocigan por la batalla entre arcángeles y demonios. El mito narra como el Padre Jesucristo dominaba el reino del bien y su hijo Supaya fue contaminado por el mal. La lucha terminó cuando Supaya vence al Padre, nivelándose las fuerzas entre ambos. Por ello danzan, festejando cuando se equilibraron las fuerzas porque fue el momento en que el mundo empezó a avanzar.
La doctrina de Juli, dependió del obispado de Chuquisaca hasta 1605 cuando pasó a depender de La Paz. Situada en la región del lago Titicaca comprendía el pueblo de Juli y un centenar de aldeas que abarcaba las actuales provincias de Chucuito en Perú e Ingavi en Bolivia. 
En 1534, durante el periodo colonizador, los sacerdotes de la orden de Santo Domingo fueron los primeros en llegar por territorio juleño. En 1576 llegan los misioneros Jesuitas, quienes dieron jerarquía, autoridad y mayor esplendor a Juli hasta su expulsión en 1737. La importancia del pueblo para la evangelización de miles de nativos del Titicaca, fue consolidado con la construcción de cuatro templos, entre 1565 y 1607 (San Juan de Letrán, Santa Cruz de Jerusalén, Asunción y San Pedro) que le ha valido a Juli la denominación de “Roma de América”.
Entre 1550 y 1650, fue paso obligado de miles de nativos quechuas, aymaras, puquinas y uros que se dirigían a las minas de Potosí, por eso, los domingos escuchaban misa al aire libre, seguida de cantos y luego un desfile de todos los ayllus en la plaza. En los días festivos esta ceremonia se completaba con funciones teatrales, a las cuales ya estaban acostumbrados los aymaras, representándose diálogos, comedias y Auto sacramentales.

## Historia

### Historia colonial
Durante los tiempos de la colonia española en la región, a partir del siglo XV hasta la primera mitad del siglo XIX, las antiguas creencias andinas fueron mezcladas con las nuevas tradiciones cristianas. Las tradiciones adoptaron nueva iconografía y las celebraciones adoptaron un nuevo significado durante las rebeliones indígenas contra el gobierno colonial a finales del siglo XVIII.

#### La advocación a la Virgen de la Candelaria

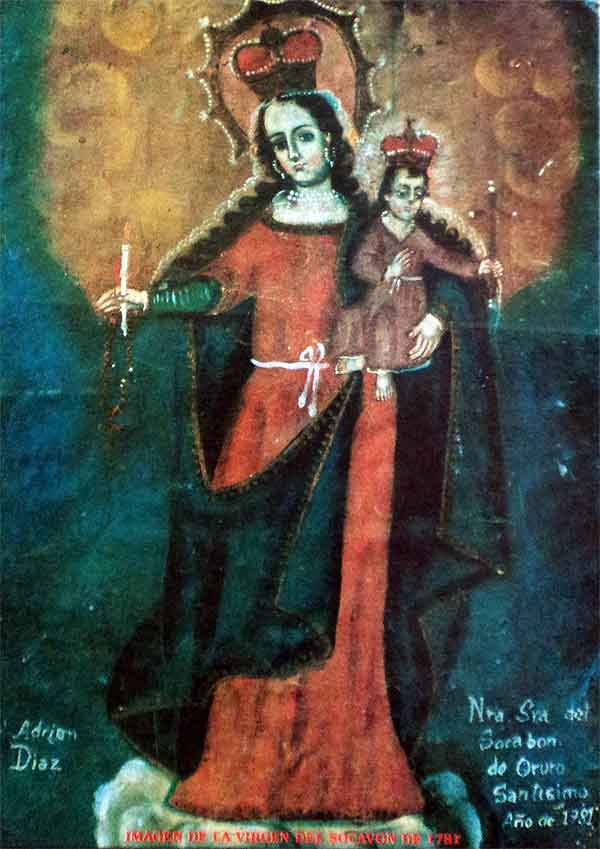
La Virgen del Socavón de 1781, Oruro, Bolivia donde la Virgen de la Candelaria fue elegida como patrona de la ciudad y su culto se expandió en la región.

Solicitados por el encomendero de Paria, Lorenzo de Aldana, los padres agustinos vinieron desde España y se dedicaron a la evangelización del Altiplano. Sus primeras llegadas son en Challacollo, Paria, Toledo (en Oruro) y Capinota (en Cochabamba) en 1559. El encomendero de Paria, Lorenzo de Aldana, había creado un Mayorazgo o fundación benéfica a favor de la religión y de los indígenas encomendados a él, Aldana muere en el 1573, diez años antes que Francisco Tito Yupanqui tallara, en 1583, la Imagen de la Candelaria para el santuario de Copacabana, igualmente confiado a los agustinos en 1588. Aldana había nacido en 1508 en Extremadura, en la ciudad de Cáceres, donde era grande la devoción a la Virgen de la Candelaria.
Los agustinos traían una fuerte devoción mariana desde España, donde la fiesta de la Candelaria se había establecido ya en el siglo XI como una de las cuatro principales fiestas marianas. Saliendo de España, habían tocado como último puerto, antes de cruzar el océano, Tenerife, en las Islas Canarias, donde existía un Santuario dedicado a la Virgen de la Candelaria. De ahí la devoción a la Candelaria “se había popularizado especialmente entre los marineros que la tomaron como abogada y la izaron al lado de los timones en las procelosas travesías hacia América.
En Oruro existe un santuario en honor a la Virgen del Socavón (nombre dado a la Virgen de la Candelaria en Oruro) quien era venerada originalmente el 2 de febrero, pero esta fecha se desplazó a las fechas del carnaval en esta ciudad durante el periodo de independencia boliviana.
La imagen de la Virgen de la Candelaria registra su presencia entre 1550-1600 período en que fue pintado sobre yeso en un muro de adobe de una ermita en las faldas del cerro conocido como “Pie de Gallo” en Oruro, el fresco de la Sagrada Imagen de la Virgen Candelaria, también llamada Nuestra Señora del Socavón, luego se expandió a lo largo de los Andes llegando a Copacabana y más tarde a Puno.

#### La rebelión de Oruro de 1781
Existe una leyenda que cuenta que durante el sábado de carnaval del año 1789 un bandido llamado Anselmo Bellarmino conocido como el Nina-Nina o Chiru-Chiru fue mortalmente herido en una pelea callejera y antes de morir él fue confrontado por la Virgen de la Candelaria. Algunas versiones dicen que él solía adorar a una imagen de tamaño natural de la Virgen pintada en una pared de una casa abandonada, otros dicen que esta pintura apareció milagrosamente en la casa del bandido tras su muerte, también se dice que el cura Carlos Borromeo Mantilla escuchó la confesión de Anselmo Belardino quien confesó haber raptado a Lorenza Chuquiamo, en la confesión declaró haber sido socorrido por una joven que prendía dos cirios en la cima de cerro Pie de Gallo. Esta leyenda concluye con el relato de una tropa de diablos danzando en honor a la Virgen durante el carnaval del año siguiente. El santuario presente en Oruro fue completado para el año 1891.
El investigador Max Harris, considera que leyenda del Chiru-Chiru estaría relacionada con la rebelión de Túpac Amaru II que se expandió a Oruro que inició el 10 de febrero. El 15 de febrero la ciudad de Oruro ya estaba ocupada por una alianza de criollos e indígenas, quienes respetaron a las iglesias y al clérigo, procesando solo a los descendientes directos de españoles. Procesiones religiosas compartieron su espacio con desfiles seculares, europeos y criollos se disfrazaban como indígenas. Para el 19 de febrero la gente en la ciudad, a pesar del conflicto continuó celebrando, y durante carnaval: el 24 de febrero.
Para el año 1784 era ya costumbre regocijar, bailar, jugar y formar comparsas para el carnaval de Oruro. Según las creencias de los revolucionarios, la Virgen del Socavón habría tolerado a las deidades indígenas o "demonios" y, según Harris, para 1790 los mineros de Oruro habrían movido la celebración de la Candelaria para carnaval y habrían añadido a los dioses indígenas, enmascarados como diablos cristianos, a las festividades.

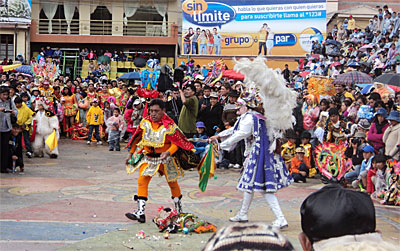
El "Relato dela Diablada" presentado por el párroco Ladislao Montealegre de la ciudad de Oruro en 1818. Mantenido y presentado hasta la fecha por la "Gran Tradicional Auténtica Diablada Oruro" en el Carnaval de Oruro.

En 1818 el párroco de Oruro, Ladislao Montealegre, escribió la obra Narrativa de los siete pecados capitales, donde se habría presentado elementos del Ball de diables catalán como ser la diablesa, y en donde el diablo lidera a los siete pecados capitales en batalla en contra de las virtudes opuestas y un ángel. Montealegre podría haber querido representar la amenaza de la rebelión y el contexto histórico con esta obra.
Actualmente, dos de las comparsas de diablada y la calle desde la cual el desfile comienza el carnaval de Oruro recibieron sus nombres en honor a Sebastián Pagador, uno de los héroes criollos de la revuelta. La plaza principal que está en la ruta del carnaval hacia el santuario de la Virgen del Socavón se denomina Plaza 10 de febrero recordando la fecha de la rebelión.

### Historia republicana

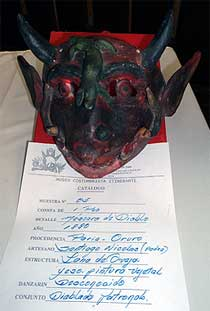
Máscara: Año 1880. Conjunto: Diablada Patronal, Procedencia Paria, Oruro. Descripción: Lleva un lagarto y dos víboras en el rostro. Artesano: Santiago Nicolás (Padre)

Ya en el siglo XIX en Oruro, la prensa escrita da referencias concretas de la fusión de diablos con la minería, el carnaval y el culto a la virgen del socavón. Noticias como esta aparecen como registros históricos de la época.

## Coreografía

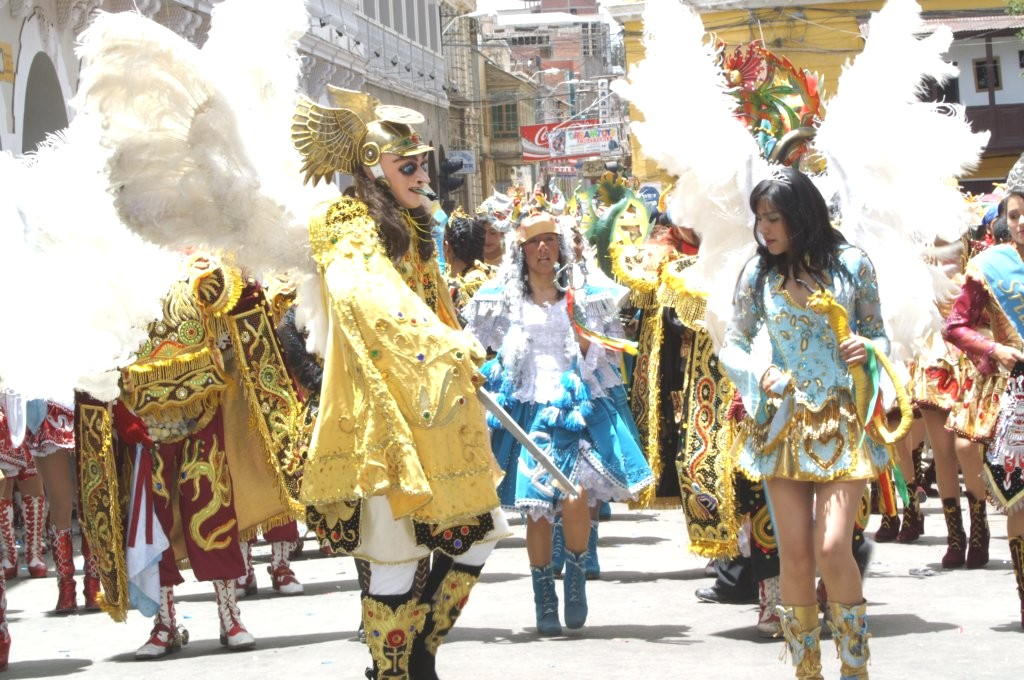
Arcángel Miguel liderando una comparsa de baile en el Carnaval de Oruro.

- En Oruro la uniformidad de los trajes trajo consigo la innovación coreográfica, con la diagramación de pasos, movimientos y el diseño de figuras que no solo están preparadas para ser escenificadas en espacios abiertos, como ser avenidas, calles y plazas; sino también para el teatro o el coliseo.

Al inicio de la comparsa están Lucifer y Satanás con varias China Supay o diablescas. Le siguen los pecados La Soberbia, La Avaricia, La Lujuria, La Ira, La Gula, La Envidia, y La Pereza y después una tropa de diablos. Todos ellos están dirigidos por Arcángel San Miguel, con blusa de seda blanca, falda corta, espada y escudo.
La coreografía tiene tres versiones, tomadas del Carnaval de Oruro, cada una conformada por siete movimientos.

### Primera versión
1. Saludo: la danza comienza con formaciones y saludos a la Virgen. Los personajes están dispuestos en dos columnas con los personajes malignos Satanás, Lucifer y la China Supay a un costado, el arcángel Miguel al otro y el cóndor en el medio. En formación ellos saludan al resto de los diablos en ambos costados.
2. Mudanzas: Los diablos comienzan sus saludos en grupos de a cuatro saltando y rebotando en uno u otro pie.
3. Cruces de paso de diablo: Cruces en forma de S en parejas e individuales.
4. Ovillo: Una columna comienza avanzando en espiral hacia el centro luego la otra columna. Satanás y Lucifer son alzados en los hombros de varios diablos para decir su arenga o relato.
5. Estrella: Representa la rebelión del resto de los diablos en contra del ángel. La figura representada es un pentagrama invertido como el sello de Baphomet también conocida como la firma del diablo. Una vez que los diablos se arrodillan, el ángel entra marchando.
6. Desvanecimiento de la estrella: Una vez que el ángel dice "oh espíritus malignos, salid de estos lugares", la estrella que disuelta, el ángel pronuncia un discurso y los diablos que representan a los siete pecados capitales se confiesan ante el ángel quien dice "contra soberbia" y el pecado grita "humildad" y apabullado con la cabeza baja se retira a su columna, una vez que los pecados son derrotados los diablos están bajo el control del ángel y la danza de triunfo y alegría es interpretada.
7. Escuadras: Formaciones con paso saltado en filas de cuatro, tres, dos y uno en frente del ángel.

### Segunda versión
1. Mudanzas: En cada columna hay dos líderes llamados guías y trasguías. El arcángel San Miguel dirige los movimientos con un silbato, a su señal los diablos van desde los costados hacia el lugar del ángel mientras que la China Supay, Satanás y Lucifer cambian posiciones con él. A la segunda señal, los diablos hacen la misma movida, pero saltando. En el centro hay un personaje complementario como ser el oso o el cóndor.
2. Ovillo: La espiral es formada y los guías y trasguías levantan a Satanás sobre sus hombros quién pronuncia su discurso. Luego la banda toca una marcha lenta y el ángel entra con paso marcial y con una cruz y un espejo deslumbra a los diablos quienes retornan a sus posiciones originales.
3. Calle: Hay una representación de la lucha entre Lucifer y el ángel quien gana, luego Satanás entra a defender a su amigo y también es derrotado. Finalmente la diablesa China Supay representando el pecado y la carne entra siendo a su vez derrotada. Luego el ángel retorna a su posición original.
4. Escuadras: la China Supay y el ángel a un lado, Lucifer y Satanás al otro danzando hacen cambios y los diablos se saludan en grupos de cuatro y dos.
5. Estrella: la forma es formada y con la señal del silbato los diablos se arrodillan, la banda toca una marcha lenta y el ángel entra al centro de la estrella que es disuelta llamando a los siete pecados capitales quienes derrotados vuelven a sus posiciones, luego los guías cambian lugares.
6. Cadena: Los danzarines hacen una cadena doble realizando un molinete también doble, tomando una vez del brazo derecho y otra del izquierdo terminan en sus puestos originales.
7. Final: Los diablos van al centro en grupos de a cuatro, tres, dos y uno terminando el espectáculo.

### Tercera versión
Introducción, el paseo del diablo: Los diablos en la columna izquierda comienzan el movimiento mientras que los de la columna derecha los siguen. Lucifer y Satanás son llamados "reyes", ellos son colocados detrás seguidos por el ángel y la China Supay y la banda al lado derecho detrás de la columna de diablos. Los reyes rompen la formación seguidos por los diablos y el cóndor y el oso quienes permanecen en el medio. Luego el ángel y la China Supay avanzan pasando a quienes se encuentran al medio por un costado.
1. Saludo: Los reyes en las esquinas frontales, el ángel y la China Supay en las esquinas posteriores, y el oso en el medio; cada uno realiza un movimiento de saludo.
2. Ovillo: Los diablos se dirigen al fondo luego la columna izquierda avanza mientras que Lucifer que se encuentra en el frente los encuentra en el medio cerrándose el círculo a su alrededor, él es levantado para su diálogo con Satanás o para ser ovacionado.
3. Estrella: Los diablos forman la estrella, luego se arrodillan y levantan nuevamente.
4. De a cuatro: la cuadrilla avanza en grupos de a cuatro, luego rompiendo la formación se retiran a cada columna.
5. De a tres: El mismo movimiento, pero esta vez en grupos de a tres.
6. De a dos: Mismo movimiento que los dos anteriores en parejas.
7. De a uno: los diablos se dirigen al fondo por un costado seguidos por los reyes, el ángel y la China Supay, luego avanzan en zigzag dibujando una serpiente, luego abandonando el escenario liderados por los reyes.

Estas versiones fueron creadas e interpretadas por la comparsa Fraternidad Artística y Cultural La Diablada, quien a partir de 1944 se instruyo uniformar los trajes, coreografías e instituir el traje de ensayo.

## Música

Copia de la partitura de 1862 de Froilan Zevillano de Profesiòn Mùsico. A ritmo acelerado es música de la primera Diablada de San José de Poopó en Oruro, Bolivia, que actualmente se toca y se baila en la ceremonia de El Déjame.

La música que acompaña a la danza de la Diablada:
- En Oruro, las piezas musicales tienen autores y datan desde inicios del siglo XVII (1606 y 1637), con la transición de las phusañas a los aerófonos (Instrumentos musicales de viento) llamados bronces o más propiamente los metales, el débil, pero orgulloso timbre de los instrumentos de caña como las quenas, pinquillos y otros aerófonos nativos, dieron lugar a los intensos sonidos de timbre metálico de los cornetines o trompetas, los bugles, trompetas, trompas, bajos y contrabajos además de los tambores y bombos, estos últimos supliendo a los tradicionales y solemnes golpes en las wankaras.

De manera sencilla apelamos a la historia para tomar en cuenta primordialmente el estilo de la música generada y difundida durante el periodo del renacimiento y el barroco (siglos XV, XVI, XVII) en Europa y que posteriormente se difundió en el Nuevo Mundo al igual que otras manifestaciones artísticas de ese periodo, por ejemplo la arquitectura, la disciplina que dio lugar en los siglos siguientes al barroco mestizo, ahí están, probando aquello, las portadas, altares y retablos de muchos templos y capillas en territorio boliviano, en ellos se muestra de manera casi permanente la figura del arcángel Miguel con el clásico atuendo del "soldado romano" tan típico de ese periodo y que con la imposición de la iglesia aun en nuestros días, pervive el atavió inconfundible de Miguel el Arcángel "guía" de la comparsa de diablos.
En la música, de manera muy especial la corriente renacentista también dio lugar a la aparición de melodías renacentistas y posteriormente barrocas con cierto "sabor " a nativismo, como por ejemplo las obras encontradas por el Maestro Carlos Seoane en el "Archivo Nacional de la República de Bolivia" intituladas Hanajpacha kusikuynin, Q'ochua la Pachamama el indio canta alegría (Juan Pérez Bocanegra - 1631). que hoy forman parte del repertorio nacional en cuanto a obras corales se refiere.Partiturita del Hanaj Pacha Cusicuynin. Q'ochua, La pachamama y el Indio Canta Alegría.
Existe una melodía de aquel estilo y de ese periodo ejecutada en nuestros días de dos maneras diferentes, una por una tropa de sicus participantes del carnaval de Oruro y otra por el grupo especializado en música renacentista y barroca "Ensemble ad libitum"; el tema es conocido como "Fiestas en la Villa de San Felipe", y probablemente haya sido tocada en los festejos de la fundación de la ciudad en 1606.
Partiturita Fiestas en la Villa de San Felipe. En esta pieza musical existe una inconfundible similitud con una de las piezas de las Diabladas más antiguas: utilizada como leit motiv del Déjame de las fiestas de prestes o pasantes en nuestro pueblo. 
Con motivo del Centenario de la "Gran Tradicional Auténtica Diablada Oruro" el 2004 se recopiló y se transcribió la melodía de las diez diabladas más antiguas existentes del acervo orureño, pequeño álbum que fue entregado al Viceministro de cultura Lic. Fernando Cajias. Dicho álbum pertenece hoy al archivo Nacional de Bolivia en la Capital de la República.
La música asociada a la danza tiene dos partes: la primera que es conocida como la marcha y la segunda llamada la mecapaqueña del diablo, algunas comparsas tocan sólo la primera melodía o comienzan con la mecapaqueña en el cuarto movimiento (de a cuatro). A partir de la segunda mitad del siglo XX el "diálogo", es omitido concentrándose únicamente en la danza.
- En Puno, de phusiris o sikuris o de bandas de músicos, está compuesta de melodías originales del Altiplano del Collao. Durante las primeras décadas del siglo XX eran de autores anónimos.[92]

## Principales manifestaciones

### En Bolivia
La diablada nacida en Oruro tiene sus antecedentes más remotos en la época precolombina, la danza del “llama llama”, danza que la posterior lengua aimara consagró irónicamente a la danza de los Urus disfrazados de Diablos, registrado por Ludovico Bertonio. Con la llegada de los españoles a esta región en 1535 y los Agustinos en 1559 con la Virgen Candelaria, se empieza a producir una transculturización de religiones y culturas.
El proceso de desarrollo etnohistórico del disfraz y la danza de la diablada se enmarca en tres periodos, según el documento del Carnaval de Oruro enviado a la Unesco:

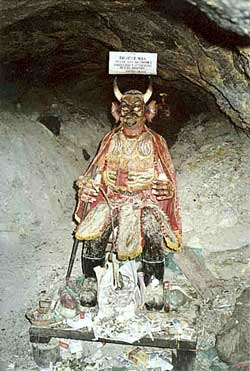
Wari, dios de los urus que sobrevivió a embates de aimaras, quechuas y españoles, es el "tío de la mina" el último avatar de Wari, en el subterráneo del Santuario del Socavón en Oruro, Bolivia

- 1606 a 1789: Periodo histórico con el acta de fundación de la Villa de San Felipe de Austria por Manuel de Castro Castillo y Padilla en un espacio llamado Uru Uru (Hoy Oruro), donde subsiste en parte el culto de los Diablillos (llama llama) al “Tío” de la mina que poco a poco va transformándose en un culto mixto a la “Virgen del Socavón"–Tío de la mina (Tiw)”.

- 1789 a 1944: Oficialmente la imagen de la Virgen sería entronizada y a partir de la fecha su imagen sería venerada por mineros disfrazados de diablos (comparsas de diablos), incluyendo el Arcángel San Miguel. Hacia 1818 el cura Ladislao Montealegre da a conocer la obra teatral del “Relato de los siete pecados capitales”[93] (conocido como el relato de la diablada), presentada hasta la fecha en el Carnaval de Oruro, finalmente en 1891 se termina la construcción de la capilla del Socavón. Y para 1904 con el sobrino del padre Montealegre, Felipe Montealegre ya en la tercera edad reorganiza la comparsa de diablos así institucionalizándose la primigenia “Diablada” con el rótulo de La “Gran Tradicional Auténtica Diablada Oruro”. Diablada que empieza a viajar al interior y exterior del país, para mostrar su espectacular coreografía, música y disfraz. Además de consolidarse la denominación Diablada en este periodo.

- 1944 a 1960: En este periodo se forman nuevas agrupaciones de Diabladas en 1944 como la: Fraternidad Artística y Cultural La Diablada, en junio del mismo año el Conjunto Tradicional Folklórico Diablada Oruro y después, el “Circulo Cultural de Artes y Letras de la Tradicional Diablada Oruro”. En 1956 se funda la “Diablada Ferroviaria” y finalmente en 1960 la “Diablada Artística Urus”. Diabladas que también viajan al interior y exterior del país mostrando la riqueza cultural de Oruro, provocando la fundación de agrupaciones similares en otras geografías del continente.

La iconografía presente en los trajes y las máscaras actuales como la serpiente, sapo, lagarto, cóndor y hormigas respondería a la Sagrada serranía de los urus con la creencia de que si Wari no los hubiese protegido aquellas criaturas los hubiesen destruido. En la leyenda, Wari, una vez que estas criaturas fueron petrificadas por la Ñusta Incaica (Hoy Virgen del Socavón), se retiró a las profundidades de las montañas. Hoy estas deidades urus fueron transfiguradas en dragones durante el proceso de evolución de la danza.
En la época precolombina, el periodo del culto a la muerte comenzaba en noviembre hasta febrero junto con el tiempo de la cosecha, los conquistadores hicieron esfuerzos para coincidir el calendario andino con sus festividades, tales como el Carnaval de Oruro, que se inicia en noviembre con el primer convite al santuario del socavón y termina en febrero con la "Entrada" de peregrinación y domingo de tentaciones con challas en las serranías del sapo, víbora, cóndor y las hormigas.
Y con la guerra de la independencia boliviana la entrada fue movida al carnaval. Para el siglo XIX, la tradición tenía raíces profundas con la minería y la devoción a la Virgen del Socavón y, como fue reportado en los periódicos de la época, los bailarines hacían ofrendas a los pies de la Virgen tras la procesión. En un principio era considerada una costumbre netamente de la clase trabajadora, pero para finales del siglo XIX y principios del XX, la tradición fue popularizada llegando a todos los grupos de la sociedad orureña.

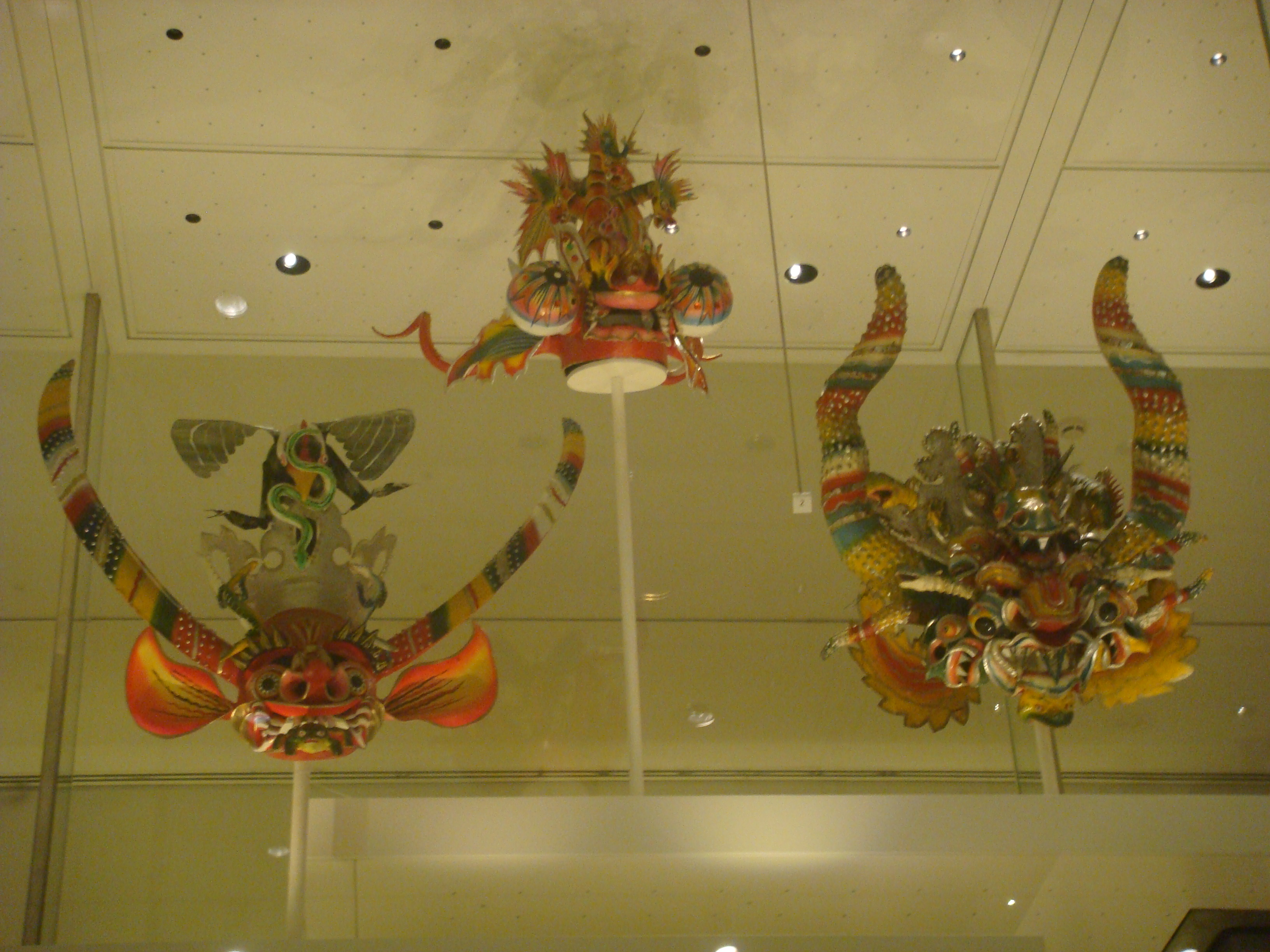
Modelos distintos de máscaras de diablada de Oruro durante una exhibición en el Museo Británico.

En Bolivia se maneja con documentos históricos el argumento, de que la diablada nació en Oruro, los viajes que realizaron los conjuntos del Carnaval de Oruro desde inicios del siglo XX a los países vecinos, como Perú y Chile habrían influenciado provocando la fundación de agrupaciones parecidas al conocer esta danza con su música, vestimenta y trama definidas. Suplantando tal vez así las danzas de diablos propios de estas regiones influenciadas.
En Perú, la banda de Pedro Pablo Corrales viajó a Puno en 1918 contratada por la comparsa Los Vaporinos. Y en 1962 nace la primera diablada denominada "Tradicional Diablada Porteño". La agrupación de "Sicuris del barrio mañazo" de 1892 nace como un grupo de música autóctona según su acta de fundación.
En Chile, en 1956 la comparsa Diablada Ferroviaria de Oruro fue invitada a participar de la Fiesta de La Tirana siendo el chileno, Gregorio Órdenes, inspirado para formar la primera comparsa chilena de diablada, Primera Diablada Servidores Virgen del Carmen, en Iquique. A 2015 fueron fundadas comparsas en varios países como, Argentina, Estados Unidos y Austria por los residentes Bolivianos.

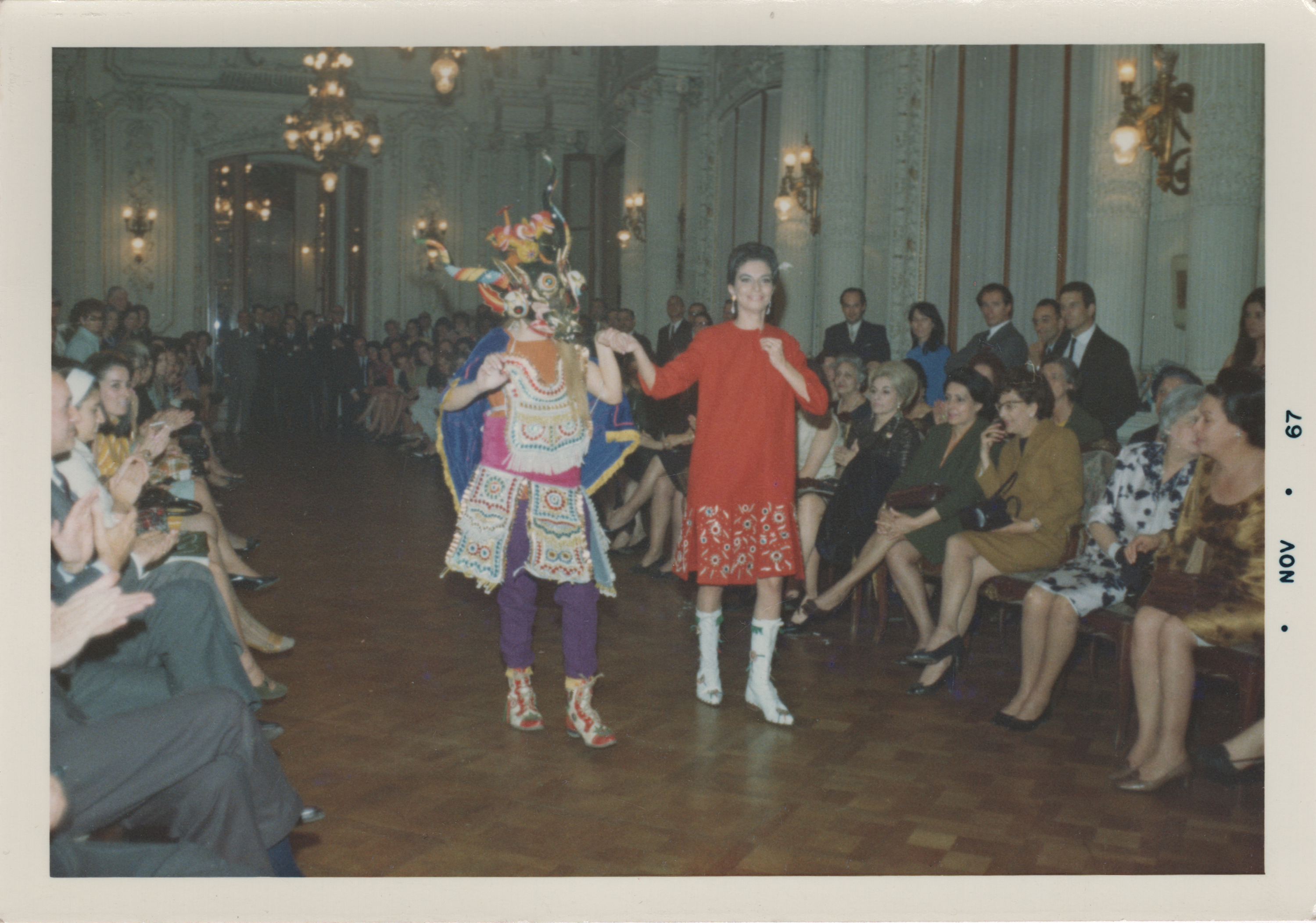
Desfile de modas en 1969 con un bailarín de Diablada en una pasarela de la boliviana Daisy Wende.

En el año 2001, el Carnaval de Oruro fue declarado como una de las Obras Maestras del Patrimonio Oral e Intangible de la Humanidad donde la diablada junto con otras 19 danzas fueron registradas como parte de la festividad. Y en el año 2004 la comparsa Gran Tradicional y Auténtica Diablada Oruro en su primer siglo de vida recibió el Cóndor de los andes, la más alta distinción otorgada por el gobierno Boliviano. También recibieron la "Medalla del Vaticano" enviado por el "Papa Juan Pablo II" a los 100 años de la fraternidad.
La Declaratoria de Patrimonio de la Humanidad indica que: "La fiesta de Ito fue transformada en un ritual Cristiano, celebrado en la Candelaria (el 2 de febrero), y la tradicional llama llama o diablada, adoración al dios Uru, Tiw, llegó a ser el baile principal en el Carnaval de Oruro".
«The Ito festival was transformed into a Christian ritual, celebrated on Candlemas (2 February). The traditional llama llama or diablada in worship of the Uru god Tiw became the main dance at the Carnival of Oruro.»
Es así que durante una plenaria del Parlamento Andino conformado por los países de Bolivia, Chile, Colombia, Ecuador y Perú, en la sesión reglamentaria celebrada en Lima, Perú el 29 y 30 de octubre de 2012, se reconoce la importancia del Carnaval de Oruro como "Patrimonio Inmaterial de la Comunidad Andina, expresada en sus 48 conjuntos folklóricos y en sus 18 especialidades de danza" entre ellas la Diablada.

### En Chile

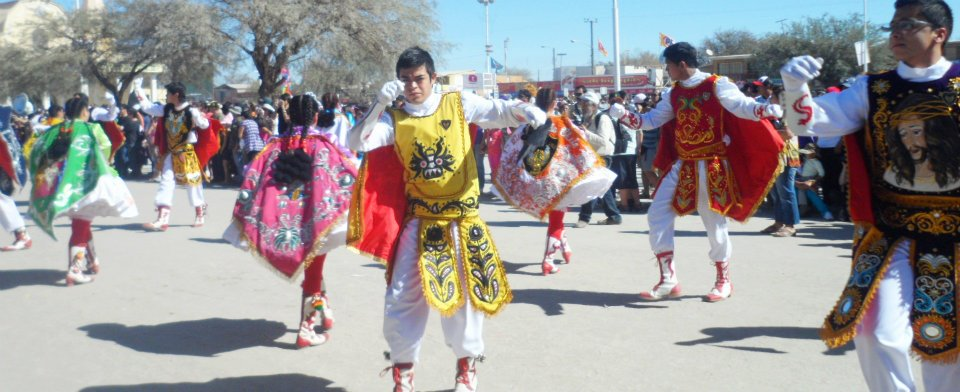
Jóvenes bailando Diablada

Después de la Guerra del Pacífico, Chile se anexa el Departamento de Tarapacá, donde los obreros aymaras celebraban la Fiesta de La Tirana. En 1910 es incorporado al calendario de festividades de Chile la Fiesta de La Tirana y las cofradías del Perú y Bolivia fueron desplazadas.
Acerca de las investigaciones realizadas en Chile sobre la Diablada, Iquique TV presentó un documental sobre su origen el año 2010, afirmando que la danza tiene sus raíces en los mineros de Oruro, Bolivia. La inserción de la danza en la fiesta de la Tirana se dio a mediados del siglo pasado.
En 1956, Gregorio Órdenes fundó el primer baile chileno con honor a la Virgen del Carmen de la Tirana con el nombre de Primera Diablada de Chile "Servidores Virgen del Carmen" en Iquique, situada en el casco norte antiguo de la ciudad, después de la visita de la Diablada Ferroviaria de Oruro a la Fiesta de la Tirana.

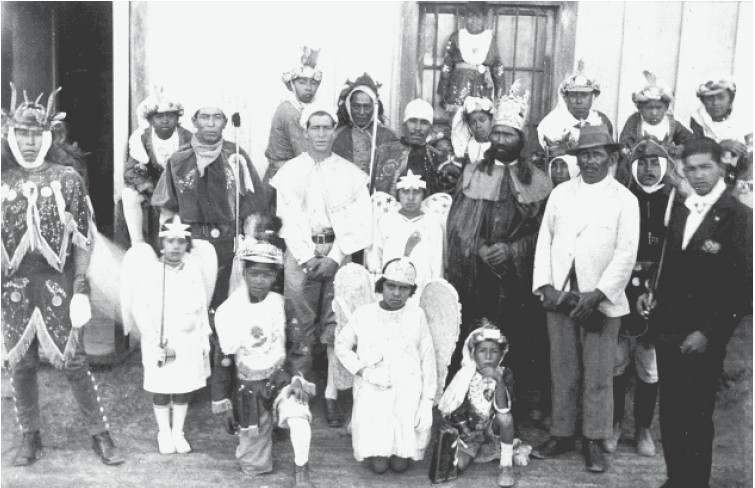
Cofradía boliviana al norte de Tarapacá, alrededor de 1905.

El santuario de la Virgen del Carmen fue construido en la región en el año 1540 y desde aquel entonces, el festiva es hecho en su honor en esa localidad con diferentes danzas.

### En el Perú
En el Perú existen muchas danzas con participación de los diablos como: Los Saqras en el Cuzco, El Son de los diablos en Lima, los Diablitos de Jayanca en Lambayeque, los Diáblicos de Bernal en Piura, los Diablos de Huanchaco, los Diablos de Mochumí. Con el nombre de "Diablada Puneña" se conoce a la danzada en Puno. Otras danzas también incluyen al ángel como en el Chatripuli, donde viste con alas, faldón y espada. Puli en aimara significa "ángel".
La diablada en Puno tendría sus antecedentes en danzas rituales realizadas en las fiestas aymaras a la Pachamama La Diablada Puneña es ejecutada por sicu-morenos al son de huaynos sincopados, que muestra rituales ancestrales donde los anchanchos y chullchuquis (diablos) conviven con los hombres en torno a la Pachamama.
En 1577, los jesuitas se establecieron en Juli, Puno, y en los días festivos, se realizaban funciones teatrales a los que ya estaban acostumbrados los aymaras y se presentaban comedias y autos sacramentales. El Dr. Ricardo Arbulú indica que en una carta del padre Diego González Holguín a su superior, los jesuitas en su misión en Juli, enseñaron a los nativos, un canto-danza sobre los siete pecados capitales y como los ángeles vencen a los demonios, para cristianizar a los habitantes de la zona. Juli fue conocida como "La Roma de las Indias". Juli es uno de los centros culturales desde donde se difunde la figura del diablo.
Los Sicuris del Barrio Mañazo son un grupo de música autóctona tradicional de Puno fundado en 1892, posteriormente en 1909 se crea los Sicuris Juventud Obrera en la misma localidad como otro grupo de música autóctona; los sicu-morenos tocan sicus, bombo, tambor redoblante, platillos y triángulo, ejecutando huaynos sincopados, al ritmo de morenos, diablos y chinas. 
La Diablada puneña ejecutada con nuevos instrumentos de bronce nace en el año 1962 con el nombre de "Tradicional Diablada Porteño seguida de la Asociación Folklórica Espectacular Diablada Bellavista en 1963 formándose más agrupaciones con el tiempo; en la versión puneña "Tipo Antiguo" se mantienen personajes, denominados "Figuras", como "El viejito", "El piel roja", "El mexicano", y otros captados, como los anteriores del cine, en la representación de animales se incluyen al gorila, oso, león y otros cuadrúpedos de la fauna tropical. En la versión tipo actual los principales personajes son el arcángel Miguel, Lucifer, Cholitas aymaras, Chinas Diablas, entre otros. Ambos elementos persisten hasta el día de hoy "Tipo Antiguo" con los sikuris del barrio Mañazo como máximo representante y el "Tipo actual" representado por la Espectacular Diablada Bellavista.

Y por si le interesa —añadió uno de los acompañantes—, la primera Diablada organizada como conjunto de danza fue la del barrio Porteño en 1962; y la segunda, la Diablada Bellavista en 1963...
 Christian Reynoso Torres, Febrero lujuria

#### La influencia de Oruro
Enrique Cuentas Ormachea en su libro "Presencia de Puno en la cultura popular" de 1995, citando una nota de Víctor Villar Nolasco en el Diario Los Andes de Puno, sugiere que la primera vez que la Diablada fue presentada en la ciudad de Puno durante la fiesta de la Candelaria fue el 2 de febrero de 1918; y habría estado a cargo del conjunto Los Vaporinos conformado por un grupo de trabajadores de la Peruvian Corp. que operaba en el Lago Titicaca, quienes alquilaron los trajes y músicos en Bolivia al peruano Pedro Andrés Corrales Natural de Mañazo conocido como maestro de la diablada en Oruro y fundador en 1904, de la primera comparsa de Diablos Mañazo: 

a la puneñísima fiesta de la Candelaria, de 1918, trajo por primera vez una comparsa de diablos, don Lorenzo Rojas, quien era uno de los más importantes y connotados miembros de la sociedad mestiza y del comercio popular de la localidad. Fue todo un acontecimiento extraordinario, porque el mencionado conjunto constituía además de grupo de danzarines con suntuoso atuendo del averno, un grupo teatral que presentaba al aire libre, en los atrios de los temples y en las plazas públicas algunos melodramas religiosos como los "Siete Pecados Capitales" o sainetes burlescos en los que rutilantes figuras demoniacas dialogaban entre ellas y con el público circundante...¿De dónde salieron estos elegantes diablos enmascarados con caretas horripilantes cuajadas en saurios, ofidios, reptiles y alimañas grotescas? Pues retornaron de Bolivia a Puno como una revivencia del pasado folklórico del antiguo Perú Alto.
 Víctor Villar Nolasco, Diario Los Andes de Puno, 1965

Desde esa fecha la diablada puneña está ligada a la fiesta de la Candelaria, desde 1922 hasta 1965, sufrió una transformación que se debió a que las limitaciones económicas del grupo de Vaporinos, que introdujo la primera diablada de estilo orureño, no les permitió sufragar los costos de alquiler de una banda de músicos,  retomando la comparsa de diablos con siku de Mañazo, fundado en 1892 y con el acompañamiento de sicumorenos o zampoñeros que constaba de sicus o zampoñas, bombo, tarola o redoblante, platillos y triángulo y al ritmo de huaynos sincopado, bailaban diablos caporales, diablos menores, chinas diablas y otros personajes. Asimismo la música en Puno sufrió una variación cuando un oficial de la policía propuso acelerar el ritmo de la banda.

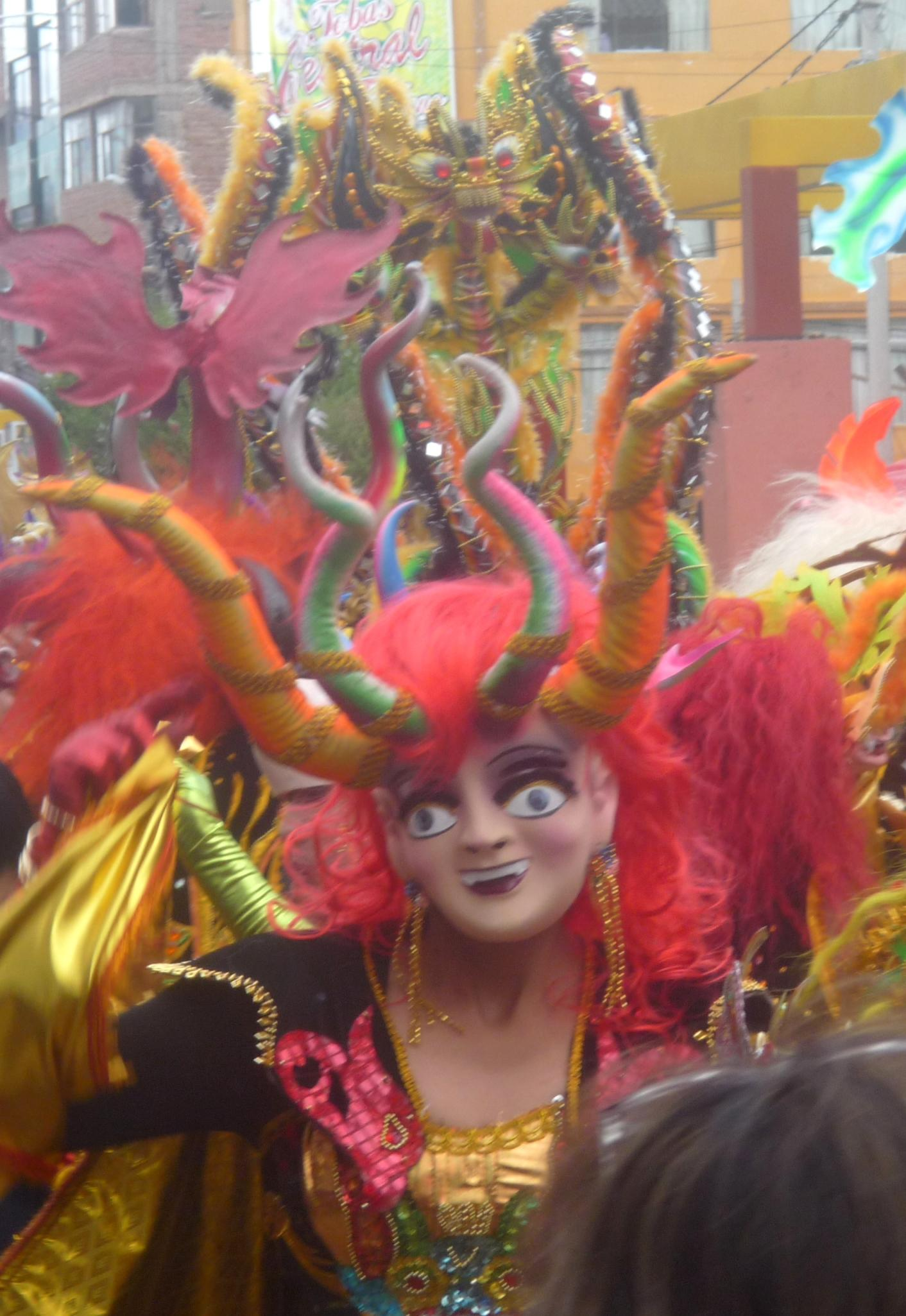
Diablada puneña.

Esta iconografía fue adoptada en Puno durante la fiesta de la Candelaria, en las primeras etapas cada danzante confeccionaba su propia máscara que no eran uniformes. Hacia 1950 las máscaras procedían del taller del mascarero boliviano Antonio Vizcarra, quien copiaba los modelos de máscaras tibetanas de la revista de la National Geographic. Desde 1956, los puneños Alberto y Ramón Velásquez incursionaron en la confección de máscaras y este arte siguió caminos distintos a los talleres bolivianos. Las máscaras puneñas también utilizan hormigas, lagartos, sapos y serpientes, con algunas diferencias. La principal es el color de las máscaras, la danza puneña contiene dos nuevos personajes, el Anchanchu dorado y el Anchanchu de plata. Estos personajes llevan máscaras doradas o plateadas de color entero.
La escritora boliviana Julia Elena Fortún quien habría dedicado un libro al estudio de esta danza en 1961 la describe basada en un trabajo de investigación propio durante el Carnaval de Oruro de febrero de 1953 donde coincide con el escritor peruano Cuentas Ormachea sobre la fecha en que Pedro Pablo Corrales llevaría esta danza a Puno, Perú. Dice así:

A pesar de que no ha llegado a mis manos un estudio completo de la danza de los Diablos en el Perú, sobre todo en lo relativo a su origen y fechas de organización, cábeme insertar algunos informes orales recogidos de la tradición oral en Oruro. Zenón Goitia indica que el maestro de baile Pedro Pablo Corrales, padre, llevó esta farsa espectacular a Puno en 1917.
 Julia Elena Fortún, La danza de los diablos, 1961

En 1982 el escritor peruano Manuel Acosta Ojeda coincidiendo con Cuentas Ormachea sugiere que la comparsa de diablos de Puno no es igual a la comparsa de diablos que arribaron en 1918 de Oruro a Puno:

“La Diablada puneña es muy diferente a la famosa Diablada de Oruro, Bolivia, su único parecido es en la ropa. Cuenta la leyenda que en los yacimientos mineros, junto con el oro, la plata y otros metales preciosos descansan feroces guardianes con forma de demonio. Los hay hembras y machos, y cuando los mineros se van acercando a la veta más rica, aparecen en el socavón y exigen para calmarse, un sacrificio. En Puno los principales mineros españoles eran los “andaluces” o “vicuñas”, los mismos que se supone crearon la famosa diablada. Seguramente para aplacar la ira de los “espíritus diabólicos”, que causaban derrumbes en los túneles, y para halagar la vanidad de los “diablos”, se visten con máscaras y ropa lujosísimas imitando la cara y el cuerpo del demonio” (?). Luego hace una ligera descripción del traje de los “Diablos Principales”, las “China diabla” o “Supay-china” los diablos menores, el “viejito” y alude a las demás figuras que dice se incrementan año tras año, concluye manifestando “Se danza con un huayño, muy sincopado, tocado con zampoñas o sicus, acompañado por tambores, bombo, platillos y triángulo”.
Manuel Acosta Ojeda, Diario La Republica de Lima, 1982